# Estafette
Pour l’article homonyme, voir Renault Estafette pour le petit fourgon construit par Renault.

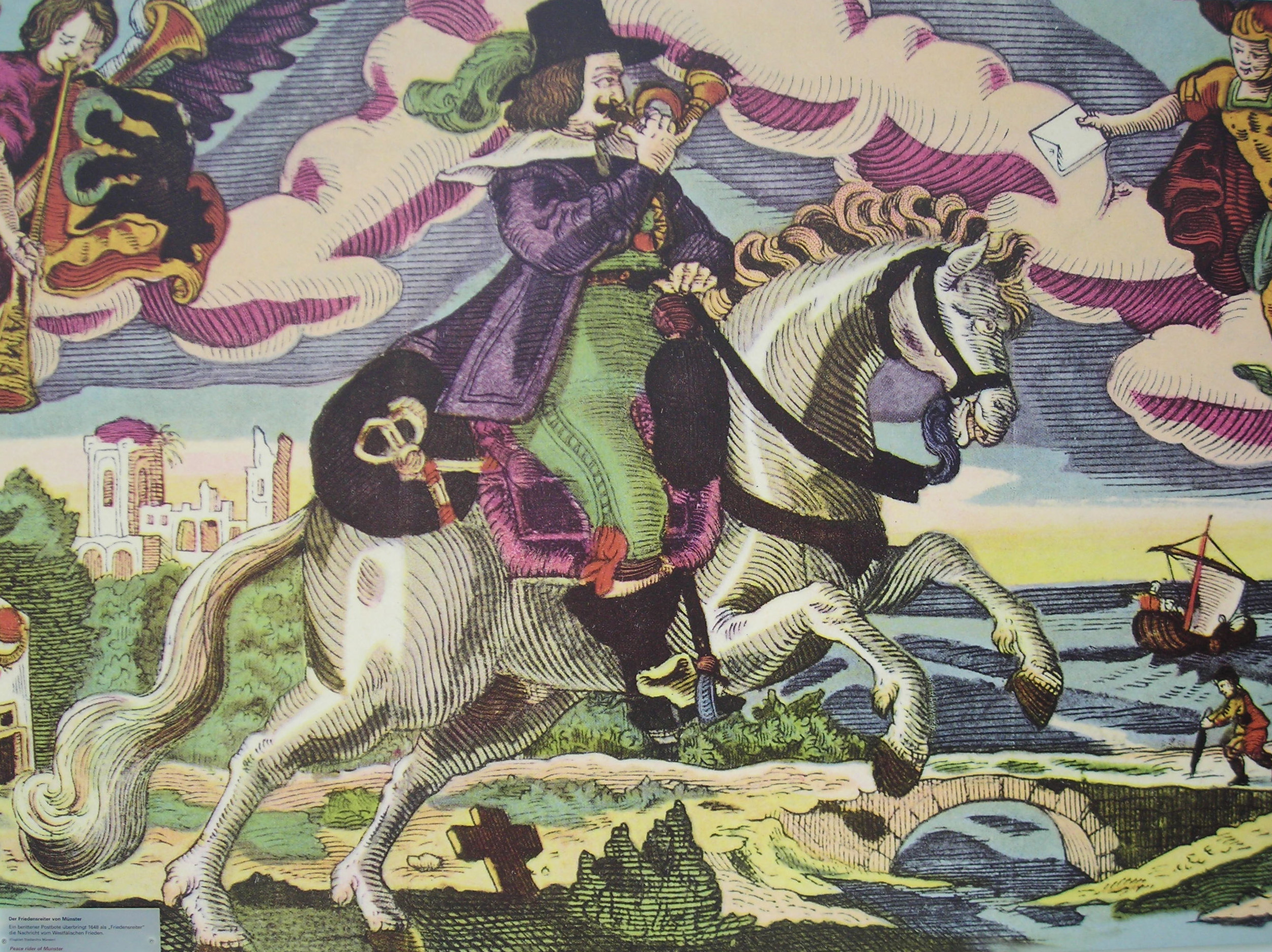
Une estafette rapporte la nouvelle de la paix de Westphalie, 1648, auteur inconnu

Dans le domaine militaire, une estafette est chargée de faire passer les messages (écrits) entre différents camps ou lignes de fronts.
Il ne s'agit pas d'un grade, mais bien d'une fonction.
Adolf Hitler était estafette dans l'armée allemande (bien qu'il soit alors Autrichien) lors de la Première Guerre mondiale.
Selon l'Académie française, une estafette désigne en son sens premier tout courrier chargé d’une dépêche.